# 정극후
정극후(鄭克後)는 조선 중기의 문신이다. 자는 효익(孝翼)이며 호는 쌍봉(雙峯)이다. 본관은 연일(오천:영일)이다.

## 생애
선조 10년(1577년)에 경주부에서 출생하였다. 어린 나이에 여헌 장현광과 한강 정구가 칭찬할 정도로 학문으로 이름을 떨쳤다. 임진왜란이 일어나자 어린 나이였지만 아버지와 함께 의병도대장 김호의 진을 찾아가 서기를 맡아 싸웠다. 과거에 여러번 응시하였으나, 학문의 고상함과 달리 낙방하여 과거를 단념하고 학문에만 전념하였다. 이후 서악지(西岳誌)와 역년통고(歷年通考) 등을 간행하였다. 이후 학행으로 동몽교관에 제수되었으나 나가지 않고, 선릉참봉에 제수되자 비로소 관직에 나아갔으며, 대군사부를 지냈다. 효종 9년(1658년) 89세의 나이로 죽었다. 유저로 쌍봉문집이 있으며, 묘는 경주 부산(富山)에 있다.

## 가족
- 고조(高祖)
  - 참봉(參奉) 정문영(鄭聞英)
- 증조(曾祖)
  - 훈도(訓導) 정세홍(鄭世弘)
- 조부(祖父)
  - 통정대부(通政大夫) 정유(鄭瑜)
- 선고(先考)
  - 군자감주부 증호조참판(軍資監主簿 贈戶曹參判) 정삼외(鄭三畏)
- 자녀(子女)
  - 진사(進士) 정호(鄭㙱)
  - 헌릉참봉(獻陵參奉) 정취(鄭聚)
  - 생원(生員) 정야(鄭埜)

## 참고 문헌
- 쌍봉문집(雙峯文集), 동경잡기(東京雜記), 증보문헌비고(增補文獻備考), 국조인물고(國朝人物考).